# Sciurus pucheranii
Sciurus pucheranii — вид грызунов семейства беличьих. Эндемик Колумбии. Обитает в горных тропических и туманных лесах Западной Кордильеры и Центральной Кордильеры Колумбийских Анд на высотах от 2000 до 3300 метров над уровнем моря. Вид небольшого размера с длиной тела около 14 см и такой же длины хвостом. Считается, что этот вид ведёт дневной образ жизни, но он мало изучен, и согласно Международному союзу охраны природы о статусе популяции недостаточно данных.

## Описание
Типичная древесная белка, по своим общим пропорциям напоминающая каролинскую белку из Северной Америки. Однако она гораздо меньше: длина тела составляет всего 14 см, а хвост — от 12 до 16 см. Несмотря на то, что данных о весе этого вида немного, его вес обычно составляет от 100 до 140 граммов. У него мягкий, шелковистый, рыжевато-коричневый мех на большей части тела, сливающийся с желтовато-серым подбрюшьем. Мех на хвосте темнее, чем на теле, а у некоторых андских белок есть характерная тёмная полоса по бокам и/или чёрный участок на затылке. У самок шесть сосков.

## Распространение и среда обитания
Обитает в горных тропических и туманных лесах Западной Кордильеры и Центральной Кордильеры Колумбийских Анд, на высоте от 2000 до 3300 метров. Как древесная белка, живёт среди деревьев Cecropia, пальм и древовидных папоротников. Считается, что она ведет дневной образ жизни, но о её повадках, численности популяции и потребностях в среде обитания известно достаточно мало, поэтому в настоящее время она внесена в список МСОП как не имеющая достаточных данных.

## Систематика
В пределах вида выделяют три подвида с номинативной формой:
- Sciurus pucheranii pucheranii: номинативный вид; встречаются в районе колумбийской столицы Боготы и в восточных Андах. Тёмная средняя линия обычно отсутствует, брюшко коричневатого цвета с песочным оттенком в области груди.
- Sciurus pucheranii caucensis: в западных колумбийских Андах. Тёмная средняя линия обычно отсутствует, брюшная сторона коричневатая с оливковым или песочным оттенком.
- Sciurus pucheranii medellinensis: встречается в регионе вблизи города Медельин. Животные обычно имеют хорошо развитую тёмную среднюю линию, а брюшная сторона беловатая.